# Eustomias obscurus
Eustomias obscurus – gatunek głębinowej ryby z rodziny wężorowatych (Stomiidae).